# Giacomo Cosmano
Giacomo Cosmano (Bari, 22 aprile 1929 – Foggia, 19 gennaio 2004) è stato un calciatore italiano, di ruolo attaccante.

## Biografia
È morto a Foggia il 19 gennaio 2004 dopo una lunga malattia; pochi giorni dopo il suo decesso Franco Caffarella, consigliere comunale di Trani, chiese l'intitolazione dello Stadio Comunale della cittadina pugliese a Cosmano. Dal 2008 nello Stadio San Nicola di Bari è posta una targa con i nomi dei calciatori più rappresentativi della storia della squadra del capoluogo pugliese, tra i quali figura anche il suo nome.

## Carriera

### Giocatore
Nella stagione 1950-1951 ha giocato 14 partite in Serie B con il Bari, squadra con cui era in rosa dal 1946, quando la squadra pugliese militava ancora in Serie A; l'anno seguente è passato al Crotone, in Serie C. Ha inoltre giocato in Serie B nel Trani nella stagione 1964-1965, nella quale ha contribuito con i suoi gol, tra cui quello con cui la squadra biancoazzurra ha ottenuto il primo successo della sua storia contro il Bari il 2 maggio 1965, alla salvezza della squadra. Con 101 gol segnati è il miglior marcatore di sempre della storia del Trani, mentre grazie alle sue 254 partite disputate è il secondo di sempre per presenze nella squadra pugliese dietro a Fischietti. In carriera ha segnato complessivamente 151 gol.

### Allenatore
Nel 1969 ha ottenuto il patentino da allenatore, e l'anno seguente ha allenato il Barletta in Serie C. Nel 1971 ha fondato una scuola calcio a Foggia, ed ha allenato per diversi anni nelle giovanili del Foggia, società a cui in seguito la sua scuola calcio è stata affiliata; nel 1978 ha allenato il Lucera, in Promozione, arrivando ad un passo dalla promozione in Serie D. Nella prima parte della stagione 1981-1982 ha allenato la Fidelis Andria nel Campionato Interregionale, venendo esonerato il 4 novembre 1981 e sostituito da Giovanni Campari.
Negli anni duemiladieci, su iniziativa congiunta dell'Unione Nazionale Veterani dello Sport e del comune di Bari gli viene intitolata una delle salite dello Stadio San Nicola.

## Palmarès

### Club

#### Competizioni nazionali
- Serie D: 1

Trani: 1961-1962
- Serie C: 2

Foggia: 1959-1960
Trani: 1963-1964